# Battenfeld-Cincinnati
Die Battenfeld-Cincinnati Germany GmbH ist ein Unternehmen der weltweit tätigen Battenfeld-Cincinnati Unternehmensgruppe, das Extruder, Extrusionswerkzeuge und Nachfolgen sowie komplette Extrusionslinien für die Kunststoffindustrie entwickelt und produziert. Die Extruder werden für die Extrusion von Rohren, Profilen, Platten sowie Folien und für die Granulierung eingesetzt. Die Absatzmärkte sind die Bauindustrie, Chemie-, Recycling-, Elektroindustrie, Energiewirtschaft, Verpackungsindustrie, Wasserwirtschaft und andere. Stand 2023 befindet sich der Hauptsitz des Unternehmens in Bad Oeynhausen, Nordrhein-Westfalen. Ein weiterer Standort der Battenfeld-Cincinnati Germany befindet sich in Kempen. Das Unternehmen ist eine hundertprozentige Tochtergesellschaft der BC Extrusion Holding GmbH, Bad Oeynhausen.

## Geschichte

### Unternehmensgründung und Umfirmierungen
Das Unternehmen geht auf die 1943 in Bad Oeynhausen gegründete Gerhard Kestermann GmbH zurück. Mitte der Sechzigerjahre erfolgte die Übernahme der Gerhard Kestermann GmbH durch Rolf Kestermann. In diesem Zuge wurde das Unternehmen in Rolf Kestermann Maschinenfabrik GmbH umbenannt. Nach der Umfirmierung zu Thyssen Plastik Maschinenbau im Jahr 1973 und der Fusion der Thyssen Plastik Maschinenbau mit Plastik Industrie und Walter Goerke GmbH im Jahr 1979 übernahm die SMS Group GmbH, Düsseldorf im selben Jahr das Unternehmen und führte es zukünftig unter dem Namen Battenfeld Extrusionstechnik GmbH.

### Ausweitung der Standorte und Marktpositionierung
2007 erwarb Triton Partners, eine Private-Equity-Gesellschaft mit Sitz in Jersey, alle Produktionsstandorte des Unternehmens. Im April des Jahres 2010 fusionierten Battenfeld Extrusionstechnik und Cincinnati Extrusion, Wien zu der neuen Marke Battenfeld-Cincinnati, die die Unternehmen der Battenfeld-Cincinnati-Gruppe zukünftig zusammenfasste. Cincinnati Extrusion war 1967 durch die Übernahme der AGM GmbH und der APM GmbH durch Cincinnati Milacron entstanden. Die drei standortübergreifenden Divisionen Construction, Infrastructure und Packaging wurden formiert. 2016 erfolgte der Verkauf der Battenfeld-Cincinnati-Gruppe an die Industrie-Holding Nimbus, Niederlande.

### Umbau des Stammsitzes ab 2022
Anfang des Jahres 2022 begann Battenfeld-Cincinnati Germany den Umbau seines Stammsitzes in Bad Oeynhausen, wobei das Bauprojekt eine Investition in Wärmedämmung und Photovoltaik sowie die Errichtung eines klimaneutralen Neubaus beinhaltet. Zukünftig soll die Gebäudewärme über eine Fernwärmeleitung erfolgen. Darüber hinaus ist geplant, zwei Drittel des erforderlichen Stroms auf dem Dach des Gebäudes zu erzeugen (Stand April 2023).

## Unternehmens- und Konzernstruktur
Battenfeld-Cincinnati Germany ist eine hundertprozentige Tochtergesellschaft der BC Extrusion Holding, die – Stand 31. Dezember 2021 – neben der Battenfeld-Cincinnati Germany folgende Tochtergesellschaften unterhält:
- Battenfeld-Cincinnati Austria GmbH, Wien, Österreich
- Battenfeld-Cincinnati China (Foshan) Ltd., Shunde, Foshan, Guangdong, China
- American Maplan Corporation, McPherson, USA

Die Battenfeld-Cincinnati Germany hat 244 Mitarbeiter (Stand: 2021), wobei die gesamte Battenfeld-Cincinnati Unternehmensgruppe weltweit mehr als 600 Mitarbeiter beschäftigt (Stand 2023). Stand 31. Dezember 2021 ist Gerold Schley der Geschäftsführer der Battenfeld-Cincinnati Germany sowie – gemeinsam mit Dr. Henning Stieglitz – Geschäftsführer der BC Extrusion Holding.

## Standorte sowie Produktionsbereiche und Anwendungsgebiete
Die Battenfeld-Cincinnati-Gruppe ist in der Entwicklung, Konstruktion, Herstellung und dem Vertrieb sowie Handel von Extrudern und Extrusionsnachfolgemaschinen tätig. Die Unternehmen der Gruppe produzieren innerhalb verschiedener Unternehmensbereiche nach spezifischen Anforderungen Einzelmaschinen und komplette Linien für die Herstellung von Rohren (wobei Produktionsmaschinen für Großrohre mit einem Durchmesser von bis zu 2,7 Meter gefertigt werden) und Profilen (zum Beispiel Kunststofffenster) sowie Flachfolien, Platten und Granulaten. Das Angebotsspektrum der Unternehmensgruppe umfasst unter anderem Einschneckenextruder (zum Beispiel die Solex-Baureihe), gegenläufige Doppelschneckenextruder, wie beispielsweise die Conex-Version, oder Planetwalzenextruder. Anfang des Jahres 2023 stellte Battenfeld-Cincinnati eine Tröpfchenanlage für das Wassermanagement in landwirtschaftlichen Bereichen vor, die beispielsweise in wasserarmen Regionen verwendet werden kann. Die Produktion der Battenfeld-Cincinnati-Gruppe verteilt sich auf verschiedene Standorte in Deutschland (Bad Oeynhausen, Kempen), Österreich (Wien), China (Foshan, Guandong) und den USA (McPherson).